# نبرد هان سونگ
نبرد هان سونگ (کره‌ای: 한성 전투; هانجا: 漢城戰鬪)؛ نبردی میان امپراتوری گوگوریو و پادشاهی بکجه در سال ۴۷۵ میلادی انجام شده. سرانجام با پیروزی قاطع امپراتوری گوگوریو به پایان رسید.

## جزئیات نبرد
نبرد هان سونگ نتیجه یک استراتژی حساب‌شده و چندوجهی از سوی گوگوریو بود که فراتر از صرفاً حمله نظامی عمل می‌کرد.
پیش از آغاز حمله نظامی، امپراتور جانگسو یک راهب بودایی به نام دوریم را به عنوان جاسوس به بکجه فرستاد. دوریم با نفوذ به دربار بکجه، از علاقه پادشاه گون‌گه‌رو به بازی‌هایی مانند بادوک و جانگگی استفاده کرد تا اعتماد او را جلب کند و به یکی از مشاوران مورد علاقه پادشاه تبدیل شود. او سپس پادشاه گون‌گه‌رو را متقاعد کرد تا پروژه‌های عمرانی گسترده و پرهزینه‌ای از جمله تعمیر دیوارهای شهر و کاخ‌های سلطنتی، ساخت مقبره‌های اجدادی و سدهای عظیم را به بهانه بازسازی اقتدار سلطنتی انجام دهد. این پروژه‌ها، صرف نظر از نیت اصلی پادشاه، به‌طور قابل توجهی قدرت ملی بکجه را تضعیف کرد و منابع آن را تحلیل برد. نقش دوریم نشان می‌دهد که گوگوریو یک استراتژی پیچیده و چندوجهی را به کار گرفت که فراتر از صرفاً حمله نظامی بود. تضعیف اقتصادی و اجتماعی بکجه از طریق جاسوسی و فریب، یک گام حیاتی قبل از تهاجم مستقیم بود. این نشان‌دهنده هوش استراتژیک جانگسو و توانایی او در استفاده از ابزارهای غیرنظامی برای دستیابی به اهداف نظامی است. این وضعیت بر این نکته تأکید دارد که پیروزی گوگوریو نه تنها به دلیل قدرت نظامی، بلکه به دلیل برتری استراتژیک و اطلاعاتی بود که به تضعیف داخلی دشمن انجامید. برخی محققان اخیراً این دیدگاه را مطرح کرده‌اند که پروژه‌های عمرانی پادشاه گه‌رو صرفاً نتیجه فریب دوریم نبوده، بلکه ممکن است با هدف سازماندهی مجدد سیستم متمرکز و ایجاد تأسیسات دفاعی برای پایتخت انجام شده باشد. با این حال، نتیجه نهایی این پروژه‌ها، صرف نظر از نیت، تضعیف بکجه بود.
پادشاه گون‌گه‌رو در بحبوحه روابط پرتنش با گوگوریو به سلطنت رسید و تلاش‌های مختلفی برای غلبه بر فشار گوگوریو انجام داد. او یک سیاست دیپلماتیک فعال را دنبال کرد و برخلاف سیاست موجود تعامل با سلسله‌های جنوبی چین، نامه‌ای ملی به وِی شمالی از سلسله‌های شمالی فرستاد و پیشنهاد حمله مشترک به گوگوریو را داد. با این حال، تلاش پادشاه گه‌رو به دلیل امتناع وِی شمالی، که در آن زمان در حال بهبود روابط با گوگوریو بود، شکست خورد و در عوض، این اقدام تهاجم امپراتور جانگسو را تحریک کرد.
حمله به پایتخت و سقوط دژ بوک سونگ و دژ نام:
با گزارش دوریم به جانگسو مبنی بر تضعیف بکجه، امپراتور گوگوریو با ۳۰٫۰۰۰ نفر به بکجه حمله کرد و در عرض هفت روز دفاع بکجه را درهم شکست. پایتخت بکجه در آن زمان شامل دو بخش اصلی بود، دژ بوک دژ شمالی (احتمالا پونگناپتوسونگ امروزی) به عنوان محل اقامت عادی و دژ نام دژ جنوبی (احتمالا مونچونتوسونگ امروزی) به عنوان دژ اضطراری مورد استفاده در مواقع بحرانی. ارتش گوگوریو دژ بوک را در هفت روز تصرف کرد و بلافاصله به دژ نام حمله کرد.

## دستگیری و اعدام گون‌گه‌رو
پادشاه گون‌گه‌رو که در دژ نام پناه گرفته بود، درست قبل از سقوط آن فرار کرد، اما در نهایت توسط ارتش گوگوریو دستگیر شد. او به دژ آچاسان برده شد و در آنجا اعدام شد. ژنرال‌های گوگوریو، جه‌جونگ گه‌لرو و گوی مانیون، که پادشاه گون‌گه‌رو را دستگیر کردند و به قتل رساندند، طبق سامگوک ساگی، در اصل این دو ژنرال از مردم بکجه بودند که پس از ارتکاب جرم به گوگوریو فرار کرده بودند. برخی محققان پیشنهاد می‌کنند که آن‌ها افرادی بودند که در جریان یک تحول سیاسی در دوره تقویت قدرت سلطنتی پادشاه گون‌گه‌رو، اخراج شده بودند. این که ژنرال‌های قاتل پادشاه گون‌گه‌رو، خودشان از بکجه بودند و به گوگوریو پناهنده شده بودند، یک لایه پیچیدگی به روایت اضافه می‌کند. این ممکن است صرفاً یک فرصت‌طلبی برای ارتقاء موقعیت در گوگوریو بوده باشد، یا انتقامی از سوی کسانی که توسط پادشاه گون‌گه‌رو طرد شده بودند. این وضعیت نشان می‌دهد که درگیری‌های داخلی در بکجه نیز به سقوط آن کمک کرده است.

## تلاش‌های نافرجام شیلا
درست پیش از سقوط هان سونگ، پادشاه گون‌گه‌رو برادر یا (پسرش) بویو دو را به شیلا، فرستاد تا درخواست نیروی کمکی کند. دربار شیلا ۱۰٫۰۰۰ نیروی کمکی اعزام کرد، اما بویو دو و نیروهای شیلا دیر رسیدند و نتوانستند از سقوط هان سونگ و مرگ پادشاه گون‌گه‌رو جلوگیری کنند.

## پیامدها
با سقوط پایتخت و مرگ پادشاه، بکجه دچار آشفتگی عمیقی شد که حتی پس از انتقال پایتخت نیز برای مدتی طولانی ادامه یافت. پادشاه مونجو که پس از گون‌گه‌رو به سلطنت رسید، تلاش زیادی برای بازسازی پادشاهی خود کرد، اما شرایط داخلی و اطراف بکجه برای او مساعد نبود.
اشراف برای کسب قدرت بیشتر با یکدیگر و با پادشاه درگیر بودند. در سال ۴۷۷ میلادی، پادشاه مونجو توسط یکی از اشراف قدرتمند به نام «هه گو» ترور شد، پادشاه سامگون، جانشین او تنها سه سال پس از به سلطنت رسیدن، در بحبوحه کشمکش‌های قدرت میان اشراف از سلطنت خلع شد.
سقوط هان سونگ یک کاتالیزور برای بی‌ثباتی داخلی در بکجه بود. مرگ گه‌رو و انتقال پایتخت، خلاء قدرتی ایجاد کرد که اشراف از آن برای پیشبرد منافع خود استفاده کردند، به طوری که حتی پادشاهان بعدی نیز قربانی این درگیری‌ها شدند.
این چرخه بی‌ثباتی داخلی، توانایی بکجه برای بازیابی قدرت و مقابله با گوگوریو را به شدت کاهش داد و آن را برای دهه‌ها در موقعیت ضعیفی نگه داشت.